# Rock équatorien
Genres associés
Longo metal, rock libre ecuatoriano
Le rock équatorien est le terme utilisé pour désigner le rock en Équateur, ayant émergé à partir des années 1960, avec un grand essor à la fin des années 1980 et dans les années 1990. Outre diverses influences américaines, européennes et latino-américaines, il se caractérise par une forte présence d'éléments de genres nationaux qui ont donné naissance à des sous-genres locaux connus sous le nom de longo metal et ecuadorian free rock.

## Histoire

### Années 1960–1970
Le rock émerge dans le pays au cours des années 1960, grâce à la programmation des stations de radio locales de l'époque, qui incluaient des chansons de rock 'n' roll mexicaines et argentines, principalement des traductions de grands succès américains. Les premiers groupes locaux qui se sont formés avaient leur épicentre dans la ville de Guayaquil, parmi lesquels Los Cool Cats et Los Halcones, qui jouaient essentiellement des reprises. Plus tard, des groupes comme Los Corvets et Los Hippies voient le jour, avant de céder la place, dans les années 1970, à des groupes comme Boddega.
En 1972, sous l'influence du festival de Woodstock de 1969 aux États-Unis, se tient à Quito, la capitale du pays, le festival de musique moderne de 1972, appelé ainsi pour contourner une éventuelle censure du gouvernement militaire de Guillermo Rodríguez Lara, et qui marque le début de la carrière de musiciens qui deviendront des références sur la scène équatorienne, comme Ramiro Acosta du groupe La Tribu, Jaime Guevara et d'autres encore.
Sous l'influence de la new wave of British heavy metal, de la scène thrash metal nord-américaine et des tendances dites rock latino et rock en tu idioma (litt. « rock dans ta langue »), plusieurs groupes de pop rock et heavy metal émergent dans le pays, en particulier dans les villes de Guayaquil, Quito, Cuenca et Ambato, que les radios et télévisions locales désignaient sous l'étiquette locale de « talent national » et qui, à l'époque, étaient placés aux côtés de programmes pop commerciaux et internationaux, plus comme des éléments anecdotiques que comme faisant partie de la programmation habituelle. Parmi les groupes qui ont émergé au cours de ces années, citons Blaze, Spectrum, Post Mortem, Tranzas, Demolición, Right, Clip (Guayaquil), Mozzarella, Umbral, Contravía, Barro, Narcosis, Tarkus, Mutación, Abadon, Brutal Masacre (Quito), CRY, Damaged Skull, Devored Dark (Ambato), Wizard (Ibarra), parmi d'autres. Compte tenu du public encore restreint de ces années-là et de la méconnaissance générale de ce type de musique, plusieurs de ces groupes se sont partagés les scènes, malgré la diversité des styles, dans de petites salles telles que des maisons de quartier ou des bars, mais surtout lors d'événements organisés par des collèges ou des universités.

### Années 1980–2000

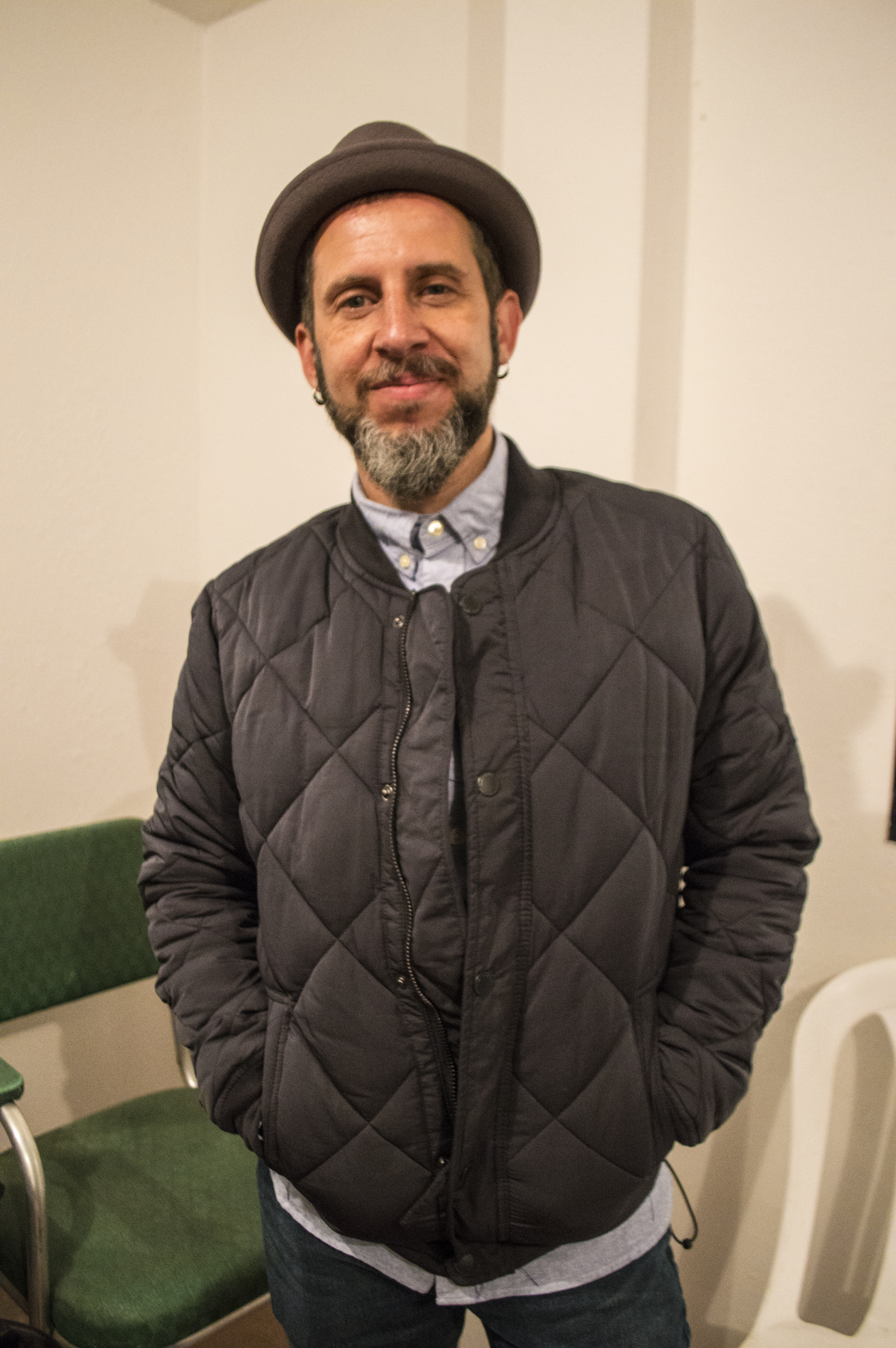
Sergio Sacoto, ex-chanteur de Cruks en Karnak (ici en 2017).

Le 26 décembre 1987 a lieu la première édition du festival Al Sur del Cielo, le concert annuel de groupes de métal qui compte le plus grand nombre d'éditions dans le pays, sur la scène de la Concha Acústica dans le parc de Villa Flora à Quito. Presque au même moment, en 1989, le festival MTV se tient en Équateur, organisé par la chaîne locale Gamavisión, qui a diffusé le programme MTV International animé par Daisy Fuentes, marquant ainsi la première exposition internationale de la scène rock et pop locale.
En août 1988, le musicien argentin Orlando Abruzzini, connu sous le nom de « Prema » et chanteur du groupe de punk rock Descontrolados (originaire de Guayaquil), est retrouvé mort avec plusieurs coups de couteau. Cet événement marque le début d'une légende du rock équatorien, non seulement en raison du mystère de l'affaire, mais aussi parce que le groupe est considéré comme l'un des pionniers du genre punk dans le pays.
Un autre cas mystérieux dans la ville de Guayaquil impliquant une figure de la scène locale est la mort en 1989 de Pancho Jaime, connu sous le nom de La mama del rock, qui était le directeur d'une revue satirique portant son nom et qui a fait l'objet de diverses censures et répressions de la part du gouvernement de León Febres-Cordero Ribadeneyra entre 1984 et 1988.
Au début des années 1990, de nouveaux groupes au style plus commercial sont apparus, tels que Cruks en Karnak, TercerMundo, Materia Prima, Conciencia Colectiva, Van Mozart, Cacería de Lagartos, Crissis, Barak, Los Intrépidos, Taxo, Verde70 et d'autres, qui ont même atteint une projection régionale et internationale. 
En mars 1996, sous le gouvernement de Sixto Durán-Ballén, la police nationale équatorienne et une brigade de l'armée ont réprimé les spectateurs d'un concert de métal extrême du groupe mexicain Cenotaph dans la ville d'Ambato, à la suite de plaintes pour de prétendues pratiques sataniques, arrêtant plusieurs personnes et coupant les cheveux longs des hommes, un symbole qui, à l'époque, était encore considéré comme immoral ou sexuellement dysfonctionnel par la société conservatrice. La même année, en septembre, sous la présidence d'Abdalá Bucaram, l'État a de nouveau réprimé les rockers, cette fois lors d'un concert de punk hardcore à Solanda, au sud de Quito, en réponse à des plaintes de résidents locaux concernant des obscénités présumées et une consommation effrénée d'alcool et de drogues. L'incident est signalé aux commissions des droits de l'homme et fait l'objet d'une publicité dans divers médias.

### Années 2010–2020
Cette liste est complétée par des groupes issus du circuit underground comme Mamá Vudú, et se poursuit avec de nouveaux groupes alternatifs comme Motozen, Stereo Humanzee, Swing Original Monks, La Máquina Camaleón, Can Can, Guardarraya, Biorn Borg, Sexores, Lolabúm, Munn, Alkaloides, Da Pawn, Mundos, Jauría de Lobos, Durga Vassago, Les Petit Bâtards, Los Morry, Draco and the Zodiac (Quito), Los Corrientes, Mamá Soy Demente, Los Smokings, Guerreros de Cartón (Guayaquil), Jodamasa et Da Culkin Klan (Cuenca), Yahuarsónicos et Villonako (Loja), entre autres. Ils se sont fait connaître lors de festivals tels que QuitoFest et FFF et ont fait partie de nouveaux événements privés d'autogestion tels que El Carpazo ou Saca el Diablo, plusieurs d'entre eux ayant également participé à différents événements en dehors de l'Équateur, tels que Rock al parque et Estéreo Picnic en Colombie, ainsi que Lollapalooza en Argentine. De nouveaux groupes émergent également au sein de la scène metal, comme Atryum, Reject Messiah, Genoxida, Saturns Apep, Ejaculator, Demonay, Oponente Interno, Behind the Mirror et bien d'autres.
Pendant la pandémie de Covid-19 en 2020, plusieurs musiciens ont donné des spectacles virtuels et même des festivals gratuits ou peu coûteux, diffusés sur diverses plateformes de streaming. D'autres ont dû être suspendus ou reportés en raison des limites du régime d'urgence. À partir de 2022, de nombreux concerts et festivals tels que Quito Fest, Rockmiñawi et Al Sur del Cielo reviennent à la normale. 

## Festivals et événements

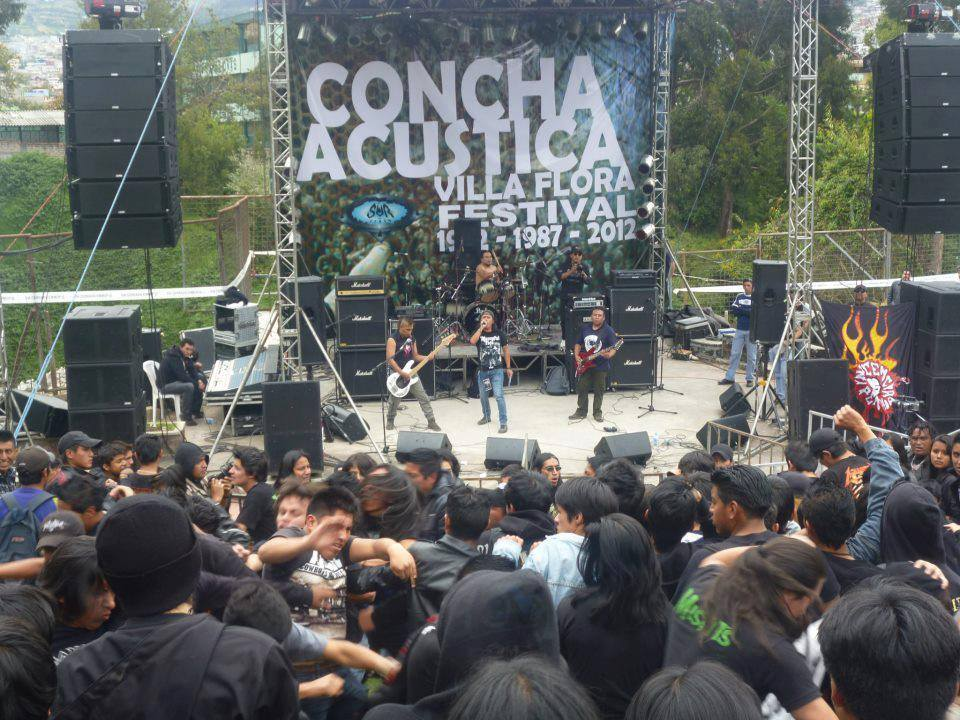
Festival Al Sur del Cielo, Quito (2012).

Outre Al Sur del Cielo, plusieurs festivals sporadiques et auto-organisés ont été organisés en Équateur, comme le concert de Noël Saustock à Guayaquil, qui a lieu depuis 1995 ; Colorado Metal Fest (Santo Domingo de los Tsáchilas), Rugido del Jubones (Pasaje, El Oro), Larva (Cevallos, Tungurahua), Cuenca Metal Fest (Azuay), entre autres.
En 1999, le musicien Riccardo Perotti gère et organise le festival Pululahua, Rock desde el Volcán, qui marque une étape historique dans le pays en devenant le premier événement rock international organisé en Équateur. Bien qu'il n'ait pas pu être reconduit en raison de la crise économique qui a touché le pays cette année-là, il donne ensuite lieu à la création des festivals annuels de musique indépendante Quito Fest et FFF à Ambato, ainsi que de La Semana del Rock Ecuatoriano à Quito et Guayaquil, et des événements Rock Sinfónico. Rock en Vivo, Quitu Raymi et Rockmiñawi à Quito, qui, entre 2008 et 2013, ont été soutenus par divers organismes publics tels que la Casa de la Cultura Ecuatoriana, le ministère de la culture et du patrimoine de l'Équateur et le secrétariat à la culture du district métropolitain de Quito.